# التحرش عبر الهاتف النقال
التحرش عبر الهاتف النقال يشير إلى إرسال أي نوع من الرسائل النصية، أو  الرسائل الجنسية، أو رسائل الصور، أو رسائل الفيديو، أو البريد الصوتي من هاتف جوال مما يجعل المستقبٍل أو المتلقي يشعر بالمضايقة والتهديد والتعذيب والإذلال والإحراج أو الإيذاء. ويعد ذلك شكل من أشكال التحرش عبر الإنترنت.

## الإنتشار
تعتبر التحرشات عبر الهاتف النقال من الصيحات العالمية بسبب الاستخدام الواسع للهواتف الذكية. واستنادا إلى العديد من الدراسات الحديثة، فان التحرشات عبر الهاتف رائجة في المملكة المتحدة واستراليا، بينما يعتبر الانترنت هو الأسلوب المفضل. أظهرت دراسة في المملكة المتحدة نشرت في العام 2009، بأن حوالي 14% من المشاركين الشباب أفادوا بانهم كانوا ضحايا التحرش عبر الهاتف، وذلك عبر بعث رسائل نصية تهديدية، أو إرسال صور أو مقاطع فيديو بهدف التخويف أو الترهيب. تشير دراسة أخرى من كوينزلاند في أستراليا إلى أن عدد الضحايا قد يكون أعلى من ذلك، حيث وجد أن 93.7 بالمئة من المراهقين عانوا من مضايقات عبر الهاتف من نوع ما. وختمت هذه الدراسة بأن الأولاد يميلون إلى تجربة التحرّش عبر الهاتف أكثر من الفتيات اللواتي يستاءون من التحرش. كما كشف الباحثون أن حوالي ثلث المراهقين تعرضوا للمضايقة أو للتحرش عبر الإنترنت. و يمكن أن يزداد هذا العدد نظرًا لوجود ضحايا لا يعترفون بهذا النوع من المضايقات أو أولئك الذين لا يريدون الاعتراف بها وذلك لأنهم يعتبرونها مذلة في حد ذاتها.
غالباً ما تقع حالات التحرش عبر الهاتف خارج المدرسة، ولكن نظراً لأن الجناة والضحايا هم في الغالب زملاء في المدرسة، فإن التحرش يمكن أن ينتقل إلى بيئة المدرسة.

## الحلول
بما أن المضايقة عبر الهاتف ظاهرة جديدة نسبيًا، فهناك نقص في الإجراءات التي تعالج المشكلة بشكل خاص بعيداً عن التشريعات العامة. ومع ذلك، غالباً ما تعتمد المدارس سياسات ولوائح يمكن أن تساعد في ردع حدوثها. على سبيل المثال، يمنع المشرفون الطلاب من التقاط الصور ومشاركة المواد البصرية داخل مباني المدرسة. كما أن هناك أيضًا مقترحات تسعى إلى حظر استخدام الأجهزة المحمولة في المدرسة تمامًا. وكما تتبنى المؤسسات الخاصة بشكل متزايد سياساتها التنظيمية الخاصة بها للمساهمة في معالجة هذه القضية. وقد تبنى فيسبوك مؤخراً سياسات التحرش والتسلط الداخلية الخاصة بها. كما اعتمدت شركة وسائل التواصل الاجتماعي، التي تعتبر واحدة من الشبكات المستخدمة بشكل شائع لمضايقة الناس، أيضًا، تدابير تمكنها من «إزالة المحتوى الذي يبدو أنه يستهدف الأفراد بشكل مقصود بغية التخلص منها أو التشهير بها».

## التوعية
في نوفمبر 2009، أصدرت شركة LG للهواتف المحمولة حملة إعلانية في الولايات المتحدة، والتي استخدمت الفكاهة لتشجيع المراهقين على التفكير قبل المراسلة.الأعلانات كانت بطولة الممثل جيمس ليبتون، أصدرت LG سلسلة من مقاطع الفيديو على يوتيوب بهاشتاج «قبل أن تكتب النص، تأمل فيه.»

## الثقافة الشّعبيّة
يحتوي البرنامج التلفزيوني فتاة النميمة على العديد من الحلقات التي تتضمن قصصًا تدور حول رسائل نصية ثرثارة أوغير مفهومة أو مشكوك فيها.